# Clathria granulata
Clathria granulata är en svampdjursart som först beskrevs av Keller 1889.  Clathria granulata ingår i släktet Clathria och familjen Microcionidae.
Artens utbredningsområde är Eritrea. Inga underarter finns listade i Catalogue of Life.